# Down to Earth (Ozzy-Osbourne-Album)
Down to Earth ist das achte Studioalbum des britischen Rockmusikers Ozzy Osbourne. Es erschien im Oktober 2001 und avancierte zum Millionenseller in den Vereinigten Staaten.

## Entstehung und Veröffentlichung
Die Erstveröffentlichung von Down to Earth erfolgte am 15. Oktober 2001 bei Epic Records. Das Album erschien in seiner Originalausführung als CD (Katalognummer: EPC 498474 2) und LP (Katalognummer: EPC 498474 1) mit elf Titeln. In Japan und den Vereinigten Staaten umfasste das Standardalbum zwölf Titel, es wurde hier um das Lied No Place for Angels ergänzt.
Zur langen Wartezeit seit Ozzmosis sagte Ozzy Osbourne, er sei jetzt „in der Position, nicht mehr diesen furchtbaren Album-Tour-Album-Tour-Rhythmus einhalten zu müssen“. Nach dem letzten Album sei, auch angesichts der Black-Sabbath-Reunion, von Touraktivitäten und anderen Tätigkeiten wie dem Ozzfest, etwas „der Faden gerissen“. Das Plattenlabel und seit 1999 auch Osbournes Frau Sharon machten aber Druck auf Osbourne, wieder ein Album herauszubringen. Trotzdem habe er sich Zeit gelassen. Zakk Wylde war nach Abwesenheit auf den Touren zu Ozzmosis zurückgekehrt. Zudem war mit Robert Trujillo (Bass) und Mike Bordin (Schlagzeug), seit 1996/97 in der Band, eine neue Rhythmusabteilung zu hören.
Geschrieben wurden alle Lieder vom Interpreten selbst, zusammen mit verschiedenen, wechselnden Koautoren. Für die Produktion zeichnete Tim Palmer verantwortlich, der zugleich beim Schreibprozess von fünf Liedern involviert war. Im Studio wurde Ozzy Osbourne von den neuen technischen Möglichkeiten wie Pro Tools überrascht, die sich seit den letzten Aufnahmen nun boten. Trotzdem ließ man absichtlich einige offene Enden bei Songs, damit das Album nicht zu steril klinge. Für das Albumcover wurde ein verfremdetes Röntgenbild von Osbourne verwendet. Der Titel, den Osbourne wegen des ersten Namens von Black Sabbath, „Earth“, wählte, stieß bei Sharon Osbourne nicht auf Gegenliebe, da es auch ein Rainbow-Album und diverse Filme dieses Namens gibt. Daran hatte Osbourne nach eigenen Angaben jedoch nicht gedacht.

## Titelliste
1. Gets Me Through (Osbourne/Palmer) – 5:04
2. Facing Hell (Osbourne/Palmer/Humphrey/Nicholls) – 4:26
3. Dreamer (Osbourne/Frederiksen/Jones) – 4:45
4. No Easy Way Out (Osbourne/Palmer) – 5:06
5. That I Never Had (Osbourne/Holmes/Trujillo/Frederiksen) – 4:24
6. You Know... pt. 1 (Osbourne/Palmer) – 1:06
7. Junkie (Osbourne/Holmes/Trujillo/Frederiksen) – 4:28
8. Running out of Time (Osbourne/Frederiksen/Jones) – 5:06
9. Black Illusion (Osbourne/Palmer/Sturmer/Nicholls) – 4:21
10. Alive (Osbourne/Saber) – 4:54
11. Can You Hear Them? (Osbourne/Holmes/Trujillo/Frederiksen) – 4:59

Bonustitel
1. No Place for Angels (Nichols/Parker/Osbourne) – 3:23

## Kommerzieller Erfolg

### Chartplatzierungen
Down to Earth avancierte zum Nummer-eins-Erfolg in Schweden und erreichte Top-10-Platzierungen in den Vereinigten Staaten (Rang 4) und Finnland (Rang 9).
| ChartsChartplatzierungen       | Höchstplatzierung | Wochen |
| ------------------------------ | ----------------- | ------ |
| Deutschland (GfK)              | 15 (26 Wo.)       | 26     |
| Österreich (Ö3)                | 25 (16 Wo.)       | 16     |
| Schweiz (IFPI)                 | 47 (12 Wo.)       | 12     |
| Vereinigte Staaten (Billboard) | 4 (35 Wo.)        | 35     |
| Vereinigtes Königreich (OCC)   | 19 (3 Wo.)        | 3      |

| ChartsJahrescharts (2002)      | Platzierung |
| ------------------------------ | ----------- |
| Vereinigte Staaten (Billboard) | 149         |

### Auszeichnungen für Musikverkäufe
| Land/Region                  | Auszeichnungen für Musikverkäufe (Land/Region, Auszeichnung, Verkäufe) | Verkäufe  |
| ---------------------------- | ---------------------------------------------------------------------- | --------- |
| Dänemark (IFPI)              | Gold                                                                   | 10.000    |
| Kanada (MC)                  | Platin                                                                 | 100.000   |
| Vereinigte Staaten (RIAA)    | Platin                                                                 | 1.000.000 |
| Vereinigtes Königreich (BPI) | Silber                                                                 | 60.000    |
| Insgesamt                    | 1× Silber · 1× Gold · 2× Platin ·                                      | 1.170.000 |